# Homicide (catch)
 (juillet 2021).
Nelson Erazo (né le 20 mars 1977) est un catcheur américain d'origine portoricaine connu sous le nom de Homicide. Il est aussi connu pour avoir lutté à la Ring of Honor où il a gagné le titre de ROH World Championship.

## Carrière

### Début de carrière
Né à Brooklyn, Nelson Erazo est un fan de catch depuis l'âge de 5 ans et décide de devenir catcheur à 15 ans. Performant dans nombre de sports, notamment le football américain et la lutte, une bourse pour l'Université de Miami lui est offerte, mais il la refuse, préférant gagner de l'argent rapidement. Erazo débute en tant que catcheur le 5 mars 1993. Après avoir catché pendant trois ans sans réel entraînement approprié, il rejoint une école de catch dans le New Jersey dirigée par Manny Fernandez (en).

### Jersey All Pro Wrestling (1997-...)
Erazo rejoint la Jersey All Pro Wrestling (JAPW) en septembre 1997 et devient rapidement un des atouts principaux de la fédération. Il forme avec Kane D une équipe et devient le 22 mars 1998 champion par équipe de la JAPW en battant The Sickness et The Blood Angels. Un titre qu'il perdra le 20 mai avant de le regagner le 25 août en battant Russ et Charlie Haas dans un Weapons Match. Il conserva cette fois ci le titre jusqu'au 29 janvier 1999. Homicide remporta à nouveau le JAPW Tag Team Championship à deux reprises : une fois avec Don Montoya et une fois avec B-Boy.
Homicide remporte également le JAPW Heavyweight Championship le 9 juillet 1999 en battant Don Montoya avant de le perdre le 29 août contre Chino Martinez. Son deuxième règne débute le 18 novembre 2000 lorsqu'il bat Jay Lover pour le titre vacant à la ECW Arena de Philadelphie. Le 7 juillet 2001, Homicide perd le titre contre Low Ki, un de ses élèves. Homicide gagnera à nouveau le JAPW Heavyweight Championship 3 fois en 2001 et 2002.
Son implication dans la Jersey All Pro Wrestling va par la suite diminuer à partir de fin 2002 du fait des nombreux aller-retours qu'il effectuera entre les États-Unis et le Japon, où il travaille pour la ZERO-ONE et la Big Japan Pro Wrestling.

### Ring of Honor (2002-2008)
La première apparition majeure d'Homicide sur le circuit indépendant a eu lieu en 2002 quand il a été recruté pour la toute nouvelle Ring of Honor. Lui et Boogalou ont participé au tout premier show RoH, The Era of Honor Begins, le 23 février, avec à la clé une défaite par disqualification contre les Boogie Knights. Les Natural Born Sinners (Homicide & Boogalou) deviennent une des équipes dominantes de la RoH avec des victoires contre The Carnage Crew à Crowning a Champion le 27 juillet et contre Tony Mamaluke et James Maritato le 24 août lors de Honor Invades Boston.
À la suite de la blessure de Boogalou et son départ pour la Xtreme Pro Wrestling poursuit une carrière individuelle. A Glory by Honor, il répond au challenge lancé par The Backseat Boyz et propose à quiconque serait intéressé dans le roster de faire équipe avec lui. Steve Corino propose ses services et fait équipe avec Homicide le même soir. Au cours du match, Corino se retourne contre Homicide qui l'avait frappé par erreur et quitte le ring, laissant Homicide seul face aux Backseat Boyz.
S'ensuivra une rivalité de quate ans, Corino critiquant le style de vie d'Homicide. La rivalité atteint son maximum au One Year Anniversary Show le 8 février 2003 dans le Queens, New York. Homicide était le favori du public, mais Corino remporte le match grâce à l'intervention du "Group", quelques membres de son entourage. Après le match, Corino fit un cobra sleeper à Homicide, ce qui provoqua une émeute dans la salle.
Après une victoire à Epic Encounter contre Christopher Daniels le 12 avril, Homicide enchaîne une autre victoire contre CM Punk lors de Retribution: Round Robin Challenge II le 26 avril et devient le number one contender pour le RoH World Championship. Il obtient son combat le 31 mai à Do or Die face à Samoa Joe (qui a aidé Corino à battre Homicide à New York) et s'incline.
Invaincu à la RoH en juin et Juillet, il obtient se revanche le 16 août à Bitter Friends, Stiffer Enemies face à Corino en obligeant Corino à abandonner après un STF modifié. Durant le match, Corino a subi une rupture du tympan et a quasiment perdu l'usage de son oreille gauche à la suite d'une claque brutale sur le côté de la tête.
À la suite de belles victoires face à B.J. Whitmer et Samoe Joe, Homicide et Corino s'affrontent pour la troisième fois le 29 novembre 2003 à War of the wire dans un Barbed Wire match. Cette fois-ci, c'est Corino qui obtient la victoire. À la fin du match, Corino tend sa main à Homicide en signe de respect mais Homicide refuse de lui serrer la main.
Le 27 décembre 2003 à Final Battle 2003 le roster RoH est opposé à des lutteurs de la All Japan Pro Wrestling dans un show interpromotionnel. Homicide est défait par Satoshi Kojima, un lutteur qui a fortement influencé le style de lutte d'Homicide, malheureusement le match fut décevant, Homicide ayant subi un sévère coup à la tête.
L'année 2003 est considérée comme la meilleure année pour Homicide à la RoH en raison du nombre de matchs de qualité auxquels il a pris part ce qui lui vaut de recevoir la distinction de MVP cette année-là.
Le 10 janvier 2004 à The Battle Lines Are Drawn, Homicide perd face à A.J. Styles après un Styles Clash. Après une victoire contre CM Punk à The Last Stand, Homicide s'éloigne un peu de la RoH pour "se trouver", et fait dire par l'intermédiaire de Julius Smokes qu'à son retour il voudra un match contre Samoe Joe pour le titre.
Match qu'il obtient le 23 avril à Reborn: Stage 1 et qu'il perd à la suite d'une disqualification. Il devient heel après le match attaquant plusieurs arbitres et essayant de blesser Samoe Joe. Durant les semaines suivantes, il parvient à battre les chouchou du public Bryan Danielson et Spanky. Homicide et Joe s'affrontèrent une troisième fois le 22 mai à Generation Next avec une fois encore une victoire pour Joe qui conserve donc son titre. Leur rivalité continue durant l'été et Homicide décide de recruter les Rottweilers (Low-Ki, Ricky Reyes, Rocky Romero et Julius Smokes) pour l'aider à battre Joe. Mais malgré tous ses efforts, Homicide perd une fois de plus le 23 juillet à Death Before Dishonor II: Night 1.
En janvier 2005, Homicide commence une série au meilleur des 5 contre Bryan Danielson. Homicide remporte les 2 premiers matchs, un submission match et un taped fist match mais perd les 3 suivants: un Falls count anywhere match, un Lumberjack match et un Steel Cage match à The Final Showdown le 13 mai 2005.
À la suite de sa défaite face à Bryan Danielson, Homicide et les Rottweilers entament une rivalité avec Jay Lethal. Le 7 mai à Manhattan Mayhem, Homicide et Low-Ki affrontent Lethal et Samoa Joe. Le match se termine quand Homicide fait un Cop Killa sur Lethal pendant que Low-Ki faisait un piétinement à 2 pieds du haut de la troisième corde. Lethal est évacué de la salle avec une minerve et semble sévèrement blessé.
Lethal blessé, Homicide se rabat sur James Gibson qu'il bat le 12 juin à The Future Is Now. Après le match, les Rottweilers s'acharnent sur Gibson jusqu'à ce que Lethal fasse son retour et sauve Gibson. Ce qui conduit à un affrontement entre Lethal et Homicide à Escape from New York le 9 juillet qu'Homicide remporte. Le 23 juillet à Homecoming, Homicide, Low-Ki et Ricky Reyes battent Samoa Joe, James Gibson et Jay Lethal. Le 12 août à Redemption Low-Ki et Lethal sont disqualifiés à la suite d'un double décompte extérieur durant leur opposition. À la fin du match, Homicide viens aux abords du ring pour attaquer Lethal mais ses plans sont contrariés par Matt Hardy qui l'intercepte puis le bat dans un match. Le 13 août à Punk: The Final Chapter, Lethal et Joe battent Homicide et Low-Ki par disqualification après qu'Homicide a frappé l'arbitre. Par la suite la rivalité devint principalement entre Lethal et Low-Ki plutôt qu'avec Homicide.
En septembre 2005, Homicide démarre une rivalité avec Colt Cabana. Le 17 septembre, Homicide est disqualifié dans son match contre Cabana à Glory by Honor IV.
A Unforgettable, le 2 octobre, Homicide et Kenta Kobashi viennent à bout de Samoa Joe et Low-Ki (coéquipier d'Homicide dans les Rottweilers) à la suite d'un tombé de Kobashi sur Low-Ki.
Homicide et Low-Ki font équipe le 14 octobre à Enter The Dragon et perdent contre Colt Cabana et Steve Corino qui effectue son retour à la Ring of Honor. Cabana et Homicide s'affrontent lors de Vendetta le 5 novembre et le match se termine en no contest. Ils s'affrontent à nouveau le 19 novembre à A Night of Tribute dans no disqualification match. Grâce à des interventions de Julius Smokes et Grim Reefer, Homicide remporte le match à la suite d'un étranglement avec un cintre.
Le 3 décembre à New York lors de Steel Cage Warfare, Homicide perd contre Corino dans un remake de leur rivalité de 2003. Homicide se fait une entorse acromio-claviculaire au cours de ce match et refuse de se faire opérer. Sa blessure l'empêche de prendre part au show suivant, Final Battle 2005, mais il y fait tout de même une apparition et attaque Corino à la fin de son match. Colt Cabana tente d'aider Corino mais ne peut rien faire contre Homicide.
Le 14 janvier 2006, Homicide perd le FIP Heavyweight Championship contre Bryan Danielson. Au Fourth Anniversary Show, le 25 février, Homicide bat Cabana dans un Street Fight avant d'enregistrer une autre victoire le 31 mars. Le 1er avril, Cabana obtient enfin une victoire dans un Street Fight violent. Homicide et Cabana s'enlacent après le match, Cabana ayant obtenu le respect de la part d'Homicide.
Homicide se dresse contre l'invasion de la Combat Zone Wrestling jusqu'au 13 mai 2006 lorsqu'il bat Necro Butcher à Edison, New Jersey, dans un match qui a vu le public envoyer plus de 600 chaises à l'intérieur du ring. Il défie ensuite Bryan Danielson le 3 juin pour le RoH World Championship mais perd à la suite de l'intervention de l'arbitre ce qui conduit Homicide à attaquer l'arbitre. Après une victoire contre Chris Hero, le leader de l'invasion de la CZW, le 17 juin, Homicide annonce qu'il quitterait la promotion s'il ne remporte pas le RoH World Championship avant la fin de l'année. Le 24 juin, il est disqualifié à la suite d'un décompte extérieur dans un match pour le RoH Pure Championship face à Nigel McGuinness ce qui ne fait qu'accroître sa frustration.
Le 15 juillet il prend part à un 5 vs 5 Cage of Death match qui met aux prises des lutteurs de la RoH et de la CZW où il effectue le tombé sur Nate Webb pour donner la victoire à son équipe. À la fin du match, Homicide demande au commissionnaire de la RoH, Jim Cornette, un match pour le RoH World Championship, une revanche face à Corino et la réintégration de Low-Ki, suspendu quelques mois plus tôt par Cornette, afin de le récompenser de cette victoire. Cornette accepte les deux premières demandes d'Homicide mais refuse de réintégrer Low-Ki. Homicide est fâché et crache au visage de Cornette. Cornette réagit immédiatement et avec l'aide de son garde du corps, Adam Pearce, il corrige Homicide.
Homicide et Samoe Joe commencent alors à faire équipe contre les Briscoe Brothers. Sa rivalité avec Cornette prend brutalement fin lorsque Cornette est licencié par la Ring of Honor le 4 novembre. Le 25 novembre, Joe et Homicide battent les Briscoes dans un Street Fight, ce qui met fin à leur rivalité.
Homicide commence alors à se concentrer sur son match contre Bryan Danielson pour le RoH World Championship à Final Battle 2006. Il prévient que s'il ne remporte pas le titre, il quittera la promotion. Le 23 décembre, Homicide remporte son match face à Bryan Danielson en 29:12 et devient RoH World Champion. Malgré les interventions d'Adam Pearce et de Shane Hagadorn, l'arbitre refuse de disqualifier Bryan Danielson et Homicide parvient à remporter le match.
Homicide défend son titre avec succès les 26 et 27 janvier contre Chris Hero puis Samoa Joe puis à nouveau le 16 février contre Jimmy Rave à l'endroit même où il avait gagné le titre, le Manhattan Center de New York.
Le lendemain (17 février), Homicide perd le titre contre Takeshi Morishima à Philadelphie. Les deux s'affrontent à nouveau dans un match en équipe où Homicide et Joe affrontent Morishima et McGuiness au Fifth Year Festivle: Chicago
Homicide est ensuite choisi pour affronter Samoa Joe au Fifth Year Festivle: Finale dans ce qui sera le dernier match de Joe en tant que membre régulier de la RoH.
Le 30 mars 2007, Homicide gagne son match contre Christopher Daniels à All Star Extravaganza 3 à Détroit, Michigan. Après le match, Jim Cornette fait son retour en compagnie d'Adam Pearce et Shane Hagadorn et ils attaquent Homicide jusqu'à ce que Colt Cabana et Delirious viennent l'aider.
Le soir suivant, Homicide fait équipe avec Colt Cabana pour la première fois pour battre Brent Albright et Adam Pearce à Supercard Of Honor 2. Le match était supposé être entre Homicide et Albright, mais l'arbitre a jugé le match "no contest" quand Pearce est venu attaquer Homicide. Colt Cabana arriver à son tour pour attaquer Pearce...mais étonnement il sauve Homicide, tout juste un an après leur brutal Chicago Street Fight. Colt dit que l'année précédente à Chicago, Homicide lui avait montré beaucoup de respect et Cabana veut lui rendre ce respect et faire équipe avec Homicide contre Albright et Pearce.
Le 2 mai 2007, la Ring of Honor annonce sur son site web qu'ils ont signé un accord de Pay-per-view avec G-Funk Sports & Entertainment. À la suite de cette annonce, Total Nonstop Action Wrestling retire Homicide et Austin Aries, tous deux sous contrat avec TNA, de tous les shows Ring of Honor. Le dernier match d'Homicide à la RoH a lieu à Good Times, Great Memories le 28 avril, où il prend part à un Four Corners Survival match contre Brent Albright, BJ Whitmer et Jimmy Rave. Le 12 mai à Respect is Earned, le soir où la RoH enregistre son premier PPV, Homicide revient faire un discours d'adieu devant son public de New York.

### Combat Zone Wrestling (2003-...)
Lors de Cage of the Death XII, il perd contre Jon Moxley pour le titre CZW World Heavyweight Championship. Lors de Status Up : Fantastic, lui, Scotty Vortekz et Danny Havoc battent Masada, Drake Younger et Drew Gulak. Lors de Cage of the Death 13, lui et Eddie Kingston ont affronté Philly's Most Wanted dans un match qui s'est fini en No Contest. Lors de 13th Anniversary, il perd contre BLK Jeez dans un Voorhees Street Fight Match.

### Full Impact Pro (2004-2006)
Lors de Ascension, il perd contre Jon Davis et ne remporte pas le FIP World Heavyweight Championship.

### Total Nonstop Action Wrestling (2005-2010)
Homicide débute avec la Total Nonstop Action Wrestling (TNA) le 31 décembre 2005, en aidant Konnan et Apolo à corriger Bob Armstrong. Le trio, qui se fait appeler Latin American Exchange, défie les rivaux de Konnan, B.G. James and Kip James. A Final Resolution 2006 le 15 janvier, Konnan and Homicide battent The Naturals. A Against All Odds 2006 le 12 février, Homicide et Machete (nouveau membre des LAX) perdent contre Kip James et B.G. James. Le 12 mars à Destination X 2006, LAX perd à nouveau contre Kip James et B.G. James.
Le 20 juillet 2006, Homicide et Hernandez prennent part à une feud contre A.J. Styles et Christopher Daniels pour le TNA World Tag Team Championship qui débute lorsque Homicide fait un « Cop Killa » (renommé en « Gringo Killa » à la TNA) sur A.J. Styles. Dans l'épisode de TNA iMPACT! du 24 août, Homicide et Hernandez battent Daniels et Styles pour le TNA World Tag Team Championship. Le 24 septembre à No Surrender 2006 rendent le titre à Daniels et Styles après une défaite dans un Ultimate X match avant de le regagner à Bound for Glory 2006 dans un Six Sides of Steel match toujours contre Daniels et Styles après un Gringo Killa sur Styles. Il remporte le TNA X Division Championship face à Suicide en utilisant sa mallette "Feast or Fired" le 17 juillet avant de le perdre contre Samoa Joe à TNA Hard Justice 2009.

#### World Elite (2009-2010)

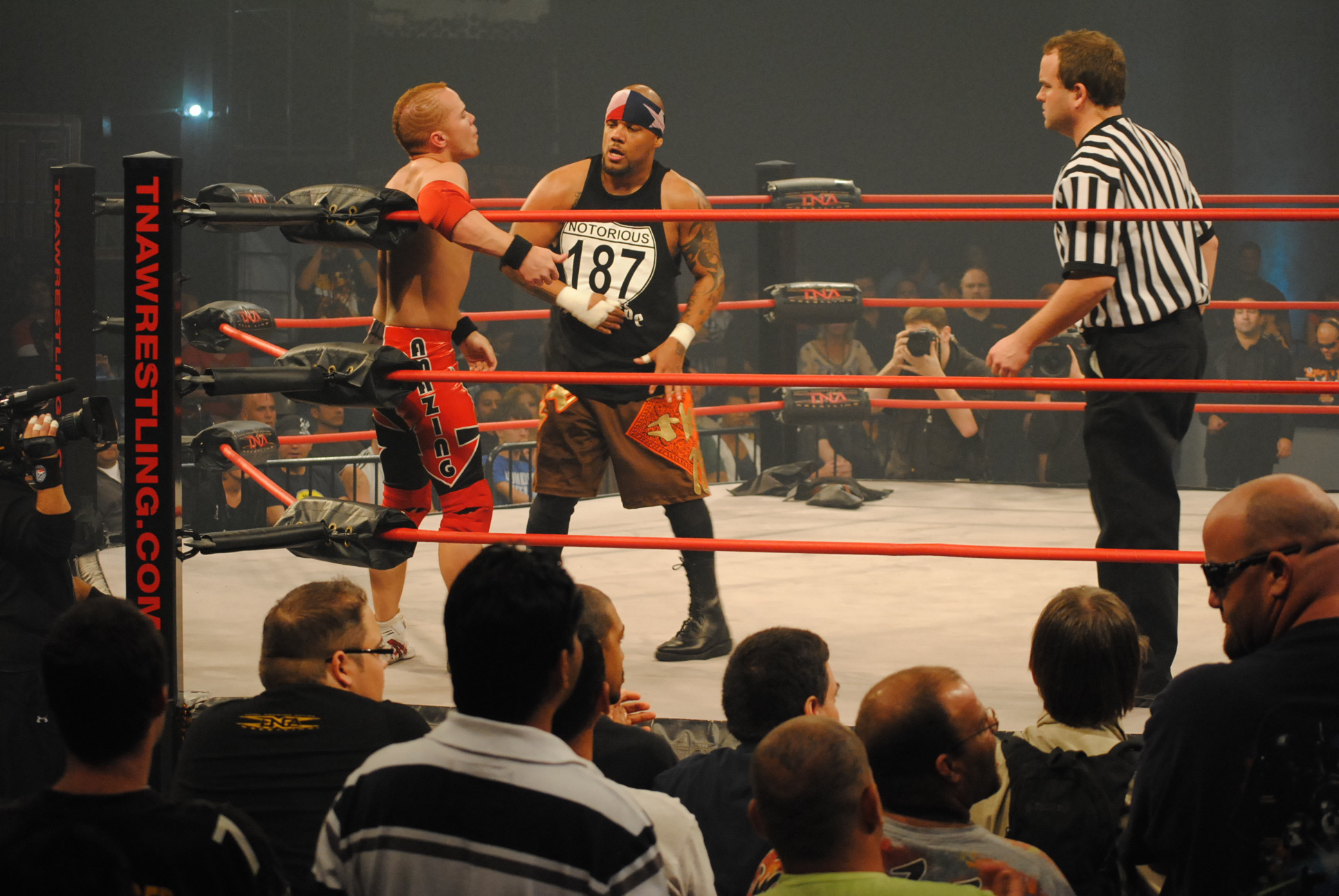
Homicide lors d'un match contre Amazing Red.

Lors de l' Impact du 10 septembre, il effectue un Heel Turn en attaquant Hernandez et en rejoignant la World Elite (Eric Young, Sheik Abdul Bashir, Kiyoshi et The British Invasion), signifiant la fin de The Latin American Xchange.
Lors du TNA Impact! du 4 janvier 2010, il est attaqué par Jeff Hardy.

### Retour à la ROH (2010-2013)
Lors du Survival of the Fittest 2010, il bat Andy Ridge. Lors du show du 13 novembre, il bat Jay Briscoe. Lors du show du 29 novembre, il bat Necro Butcher. Lors de Final Battle, il bat Christopher Daniels. Lors du 9th Anniversary Show, il perd contre Roderick Strong et ne remporte pas le ROH World Championship. Lors de Revolution USA, il perd contre Tommaso Ciampa. Lors de Supercard of Honor IV, il bat Michael Elgin. Lors de Best in the World, il bat Rhyno. Lors de Death Before Dishonor, lui et Jay Lethal perdent contre Tommaso Ciampa et Rhyno. Lors de 10th Anniversary, il perd contre Mike Bennett dans un Challenge Match. Lors de Best In The World, il bat Eddie Edwards.
Le 17 août 2013, il retourne à la ROH, formant une nouvelle équipe avec Eddie Kingston. Lors de leur match retour, ils battent QT Marshall & RD Evans. Après le maint event du show, ils attaquent les nouveaux ROH World Tag Team champions les reDRagon et Homicide casse le doigt de Kyle O'Reilly. Kingston déclare au micro qu"ils ne sont pas des anciens combattants de MMA. Homicide était là aux débuts de la ROH. Ils vont anéantir le côté policé de la Ring of Honor. Ils se prénomment Outlaw Inc et ils vont prendre le contrôle de la ROH. Lors de ROH Pursuit - Tag 2, ils battent The American Wolves (Davey Richards et Eddie Edwards) et deviennent les challengers N°1 pour les ROH World Tag Team Championship.

### Dragon Gate USA (2010-2011)
Lors de Freedom Fight, lui et BxB Hulk battent Jon Moxley et Akira Tozawa.

### New Japan Pro Wrestling (2011)
Lors de Attack on the East Coast Nuit 1, lui et Low Ki battent Kohji Kanemoto et Tiger Mask IV. Lors de Attack on the Easte Coast Nuit 2, lui, Rhino et Davey Richards battent Togi Makabe, Ryusuke Taguchi et Kazuchika Okada. Lors de Attack on the East Coast Nuit 3, lui et Low Ki perdent contre Apollo 55 (Prince Devitt et Ryusuke Taguchi) et ne remportent pas les IWGP Junior Heavyweight Tag Team Championship.

### Retour à la Total Nonstop Action Wrestling (2013-2015)
Il fait son retour à la TNA, Lors de Destination X le 18 juillet, ou il perd son match de qualification pour le TNA X Division Championship contre Sonjay Dutt.

### Second retour à Impact (2017-2018)
En 2017, il effectue son retour à Impact, reformant LAX avec Ortiz, Santana et Diamante.

#### The OGz (2017-2018)
Le 5 juillet 2018 à Impact, il effectue son retour avec Hernandez aux côtés de King en attaquant Konnan, Santana et Ortiz.
Lors de Slammiversary 2018, Hernandez et Homicide perdent contre The Latin American Xchange au cours d'un 5150 Street Fight et ne remportent pas les titres par équipe de Impact.
Ils entrent alors en rivalité avec LAX avec lesquels ils s'affrotnent le plus souvent dans des street matchs.
Lors de Bound for Glory 2018, King, Hernandez et Homicide perdent contre LAX au cours d'un Concrete Jungle Death match.

### National Alliance Wrestling (2019-...)
Il fait ses débuts à NWA Power le 15 octobre avec Eddie Kingston contre The Wild Cards (Royce Isaacs et Thomas Latimer) match qui finit par un nul.[réf. nécessaire]

### Second retour à la Ring of Honor (2021)
Lors de ROH 19th Anniversary, il fait son retour en attaquant avec Brody King, Chris Dickinson et Tony Deppen, La Facción Ingobernable et Jay Lethal.
Lors de Best In The World 2021, Chris Dickinson et lui battent The Foundation (Jonathan Gresham et Tracy Williams) dans un Fight Without Honor Match et remportent les ROH World Tag Team Championship,,. Le 10 septembre, ils perdent les titres contre La Facción Ingobernable (Dragon Lee et Kenny King).

### All Elite Wrestling (2021)
Le 24 septembre 2021, il fait ses débuts lors de Rampage: Grand Slam en aidant Eddie Kingston et Jon Moxley contre Lance Archer et  Minoru Suzuki dans le  Lights Out match.[réf. nécessaire]

## Palmarès
- Assault Championship Wrestling

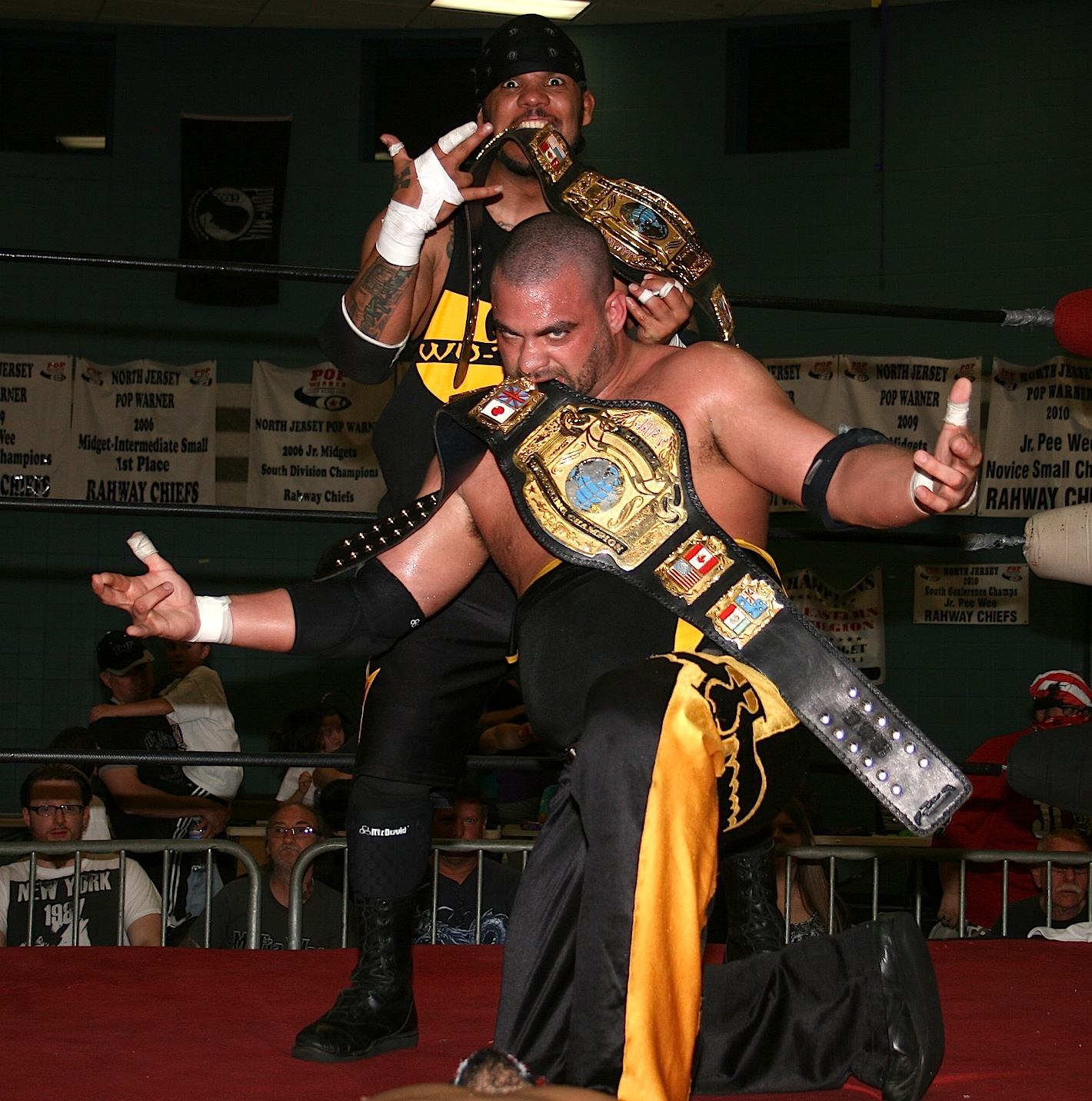
Homicide et Eddie Kingston en tant que JAPW Tag Team Champions en Avril 2012.

  - 1 fois ACW Great American Champion

- Big Japan Pro Wrestling
  - 1 fois BJW World Junior Heavyweight Champion

- Doghouse Championship Wrestling
  - 1 fois DCW Heavyweight Champion
  - 1 fois DCW Heavyweight Champion avec Grim Reefer

- Eastern Pro Wrestling
  - 1 fois EPW Cruiserweight Champion

- Full Impact Pro
  - 1 fois FIP Heavyweight Champion

- Impact Championship Wrestling
  - ICW Heavyweight Champion (actuel)
  - 1 fois ICW Tag Team Champion avec Boogalou

- International Wrestling Union
  - 3 fois IWU Georgia Champion

- Jersey All Pro Wrestling
  - 7 fois JAPW Heavyweight Champion
  - 7 fois JAPW Tag Team Champion avec Kane D (2), Don Montoya (1), B-Boy (1), Teddy Hart (1), Hernandez (1) et Eddie Kingston (1)

- Jersey Championship Wrestling
  - 1 fois JCW Heavyweight Champion

- Long Island Wrestling Federation
  - 1 fois LIWF Heavyweight Champion
  - 1 fois LIWF New Jersey Champion

- NWA Wildside
  - 2 fois NWA Wildside Tag Team Champion avec Rainman

- Pro Wrestling Guerrilla
  - 1 fois PWG World Tag Team Champion avec B-Boy

- Pro Wrestling Unplugged
  - 1 fois PWU Heavyweight Champion

- Ring of Honor
  - 1 fois ROH World Championship
  - 1 fois ROH World Tag Team Championship avec Chris Dickinson
  - Trios Tournament (2005) avec Ricky Reyes et Rocky Romero

- Total Nonstop Action Wrestling
  - 1 fois TNA X Division Champion
  - 1 fois TNA World Tag Team Champion avec Hernandez
  - 2 fois NWA World Tag Team Champion avec Hernandez
  - TNA Match of the Year 2006 – vs. A.J. Styles et Christopher Daniels à No Surrender 2006

- USA Xtreme Wrestling
  - 1 fois UXW Heavyweight Championship 1 fois
  - 1 fois UXW United States Championship (1 fois
  - 1 fois UXW Xtreme Championship 1 fois

- Autres titres
  - 1 fois MAS Cruiserweight Champion
  - 1 fois WMF All Borough Champion

## Récompenses des magazines
- Pro Wrestling Illustrated

| Année | 2002 | 2003 | 2004 | 2005 | 2006 | 2007 | 2008 | 2009 | 2010 | 2011 | 2012 | 2013 | 2014 à 2016 | 2017 | 2018       | 2019 | 2020 | 2021       | 2022 | 2023 |
| ----- | ---- | ---- | ---- | ---- | ---- | ---- | ---- | ---- | ---- | ---- | ---- | ---- | ----------- | ---- | ---------- | ---- | ---- | ---------- | ---- | ---- |
| Rang  | 361  | 235  | 192  | 158  | 159  | 54   | 67   | 79   | 102  | 93   | 271  | 374  | Non classé  | 245  | Non classé | 276  | 219  | Non classé | 105  | 191  |